# قائمة الأماكن التي زارها ابن بطوطة
هذه قائمة بالأماكن التي زارها ابن بطوطة في رحلاته خلال الفترة التي أمتدت من عام 1325م حتى عام 1353م.
في يونيو 1325م، ثم انطلق إلى مدينة فص وهذه قصته: انطلق الرحالة المغربي ابن بطوطة عندما كان عمره 21 عاماً، من مدينة طنجة مسقط رأسه في رحلة إلى مكة المكرمة لأداء مناسك الحج. على استكمال أول حج له، واصل السفر، ولم يعد إلى المغرب الا في عام 1349م وذلك بعد أربع وعشرين سنة من رحيلة للحج. وفي عام 1350م، زار ابن بطوطة الأندلس ثم بين عامي 1352م - 1353م عبر الصحراء الكبرى لزيارة مملكة مالي في غرب أفريقيا. وعند عودته إلى فاس أخذ يملي ويعدد أسفاره إلى ابن جزي الكلبي، وهو كاتب يستخدمه أبو عنان فارس حاكم الدولة المرينية في المغرب.
وقد ترجم فصه كل شيء حتى النص العربي الذي كتبه ابن جزي الكلبي إلى اللغة الإنجليزية بواسطة هاملتون جب وتشارلز بيكهام ونشرت من قبل المجتمع Hakluyt (Hakluyt Society) في أربعة مجلدات بين عامي 1958م و1994م.

## الأماكن التي كتبها ابن بطوطة
على مدى حياته، سافر ابن بطوطة مسافة تقدر بنحو 73,000 ميل (117,000 كم)، وزار ما يعادل نحو 40 بلدا من بلدان وقتنا الحاضر.
في القائمة التالية ذكرت المدن حسب تبعيتها للدول الحديثة. أيضا، داخل كل قسم يتم سرد المدن حسب الترتيب الذي الذي ظهر في كتاب ابن بطوطة تحفة النظار في غرائب الأمصار وعجائب الأسفار. ويقول المؤرخون مثل هاملتون جيب وروس دن أن بعض الأجزاء من كتاب «تحفة النظار في غرائب الأمصار وعجائب الأسفار» هي خيالية وأنه من غير المرجح للغاية أن ابن بطوطة قد زار جميع تلك الأماكن التي ذكرها. وفي القائمة أدناه، تم وضع علامة «مشكوك فيه» على المدن التي يعتقد بأن زيارة ابن بطوطة لها كانت خيالية أو «مشكوك فيه».

### المغرب العربي
- طنجة، المغرب[4]
- تلمسان، الجزائر[5]
- مليانة، الجزائر[6]
- الجزائر (مدينة)، الجزائر[6]
- بجاية، الجزائر[6]
- قسنطينة، الجزائر[7]
- عنابة (Būna), الجزائر[7]
- تونس (مدينة)، تونس[7]
- سوسة (تونس)، تونس[8]
- صفاقس، تونس[8]
- قابس، تونس[9]
- طرابلس، ليبيا[10]
- تازة، المغرب[11]
- فاس، المغرب[11]
- سبتة، إسبانيا[12]
- مراكش، المغرب[13]
- سلا، المغرب[13]
- مكناس، المغرب[14]
- سجلماسة، المغرب[14]

### المشرق العربي
- الإسكندرية، مصر[15]
- دمنهور، مصر[16]
- فوه (مدينة)، مصر[16]
- Ibyar (Abyār), مصر[17] 30°50′20″N 30°51′50″E / 30.839°N 30.864°E
- المحلة الكبرى، مصر[18]
- دمياط، مصر[19]
- فارسكور، مصر[20]
- سمنود أو سمنود (Samannūd), مصر[20]
- القاهرة، مصر[21]
- Biba (Biba), مصر[22] 28°55′19″N 30°59′02″E / 28.922°N 30.984°E
- أوكسيرينخوس (al-Bahnasa), مصر[22]
- المنيا (مدينة) (Munyat Ibn Khaṣīb), مصر[22]
- ملوي (Manlāwī), مصر[23]
- منفلوط، مصر[24]
- أسيوط، مصر[24]
- أخميم، مصر[25]
- Hu (Hū), مصر[26]
- قنا (مدينة)، مصر[26]
- قوص، مصر[26]
- الأقصر، مصر[27]
- إسنا، مصر[27]
- إدفو، مصر[28]
- عيذاب، مصر[28]
- بلبيس، مصر[29]
- غزة، قطاع غزة[30]
- الخليل، الضفة الغربية[30]
- بيت لحم، الضفة الغربية[31]
- القدس [31]
- الرملة (al-Ramla), Palestine[32]
- نابلس، الضفة الغربية[32]
- عجلون، الأردن[32]
- صور (لبنان)، لبنان[33]
- صيدا، لبنان[34]
- طرابلس (لبنان)، لبنان[35]
- حماة، سوريا[36]
- حلب، سوريا[37]
- أنطاكية (مدينة تاريخية)، تركيا[38]
- باغراس، تركيا[39]
- اللاذقية، سوريا[40]
- بعلبك، لبنان[41]
- دمشق، سوريا[42]
- الكسوة، سوريا[43]
- الكرك، الأردن[44]
- معان، الأردن[45]

### شبه الجزيرة العربية
- تبوك، السعودية[45]
- المدينة المنورة، السعودية[46]
- رابغ، السعودية[47]
- مكة، السعودية[48]
- جدة، السعودية[49]
- زبيد (مدينة)، اليمن[50]
- جبلة (اليمن)، اليمن[51]
- تعز، اليمن[52]
- صنعاء، اليمن[53] «مشكوك فيه».[54]
- عدن، اليمن[53]
- صلالة (ظفاري)، سلطنة عمان[55]
- قلهات، سلطنة عمان[56]
- ولاية نزوى، سلطنة عمان[57]
- البحرين، البحرين[58] والشواطئ المجاورة.
- القطيف (محافظة)، السعودية[59]
- الهفوف أو الأحساء (محافظة) (هجر)، السعودية[59]
- اليمامة (إقليم)، السعودية[59] 24°07′N 47°25′E / 24.117°N 47.417°E

### فارس والعراق
- النجف، العراق[60]
- البصرة، العراق[61]
- عبادان، إيران[62]
- معشور، إيران[63]
- رامهرمز، إيران[63]
- تستر، إيران[64]
- ايذه، إيران[65]
- أصفهان (مدينة)، إيران[66]
- شيراز، إيران[67]
- كازرون، إيران[68]
- الكوفة، العراق[69]
- الحلة، العراق[70]
- بغداد، العراق[71]
- تبريز، إيران[72]
- الموصل، العراق[73]
- جزيرة ابن عمر، تركيا[74]
- سنجار، العراق[75]
- ماردين، تركيا[75]
- مدينة هرمز، إيران[76]
- لار، إيران[77]

### نهر النيل
- سواكن، السودان[78]

### القرن الأفريقي
- زيلع، الصومال[79]
- مقديشو، الصومال[80]

### ساحل السواحلية
- مومباسا، كينيا[81]
- جزيرة كيلوا، تنزانيا[81]

### أناضول
- ألانيا، تركيا[82]
- أنطاليا، تركيا[82]
- بوردور، تركيا[83]
- إسبرطة (تركيا)، تركيا[84]
- إيغيردير، تركيا[84]
- كول حصار  [لغات أخرى]‏ (Qul-Ḥiṣār), تركيا[85]
- لاوديكيا بالقرب دنيزلي (Lādhiq), تركيا[86]
- تافاس (Ṭawās), تركيا[87]
- موغلا، تركيا[87]
- ميلاس، تركيا[87]
- قونية، تركيا[88]
- كارامان (al-Lāranda), تركيا[89]
- آق سراي، تركيا[90]
- نيدا (Nakda), تركيا[91]
- قيصرية (تركية) (Qaisarīya), تركيا[91]
- سيواس، تركيا[92]
- أماصيا (Amāṣiya), تركيا[93]
- Uluköy (Sūnusā), تركيا[93]
- كوموش خانة (كوميش)، تركيا[93]
- أرزينجان، تركيا[94]
- أرضروم، تركيا[94]
- بيرغي، تركيا[95]
- Tire (Tīra), تركيا[96]
- سلجوق (Ayā Sulūq), تركيا[96]
- إزمير، تركيا[97]
- مانيسا (مدينة) (Maghnīsīya), تركيا[98]
- برغاما، تركيا[99]
- بالق أسير (Balī Kasrī), تركيا[100]
- بورصة (مدينة)، تركيا[100]
- إزنيق (Yasnīk), تركيا[101]
- كيوة  [لغات أخرى]‏ (Kāwiya), تركيا[102]
- تاراكلي (Yanijā), تركيا[103]
- غوينوك (Kainūk), تركيا[104]
- مودورنو (Maṭurnī), تركيا[104]
- بولو (تركيا) (Būlī), تركيا[105]
- كرده  [لغات أخرى]‏ (Garadai), تركيا[106]
- زعفرانبول (Burlū), تركيا[107]
- قسطموني (Qaṣṭamūniya), تركيا[107]
- سينوب (Ṣanūb), تركيا[108]
- القسطنطينية، تركيا[109]

### آسيا الوسطى
- فيودوسيا (الكافا)، اوكرانيا/روسيا [110]
- ستاري قرم (القرم)، اوكرانيا/روسيا [111]
- آزوف (آزاك)، روسيا [112]
- مجر (al-Māchar)، روسيا [113]
- بياتيغورسك (Bish Dagh), روسيا [114]
- بلغار (بلغار)، روسيا [115] «مشكوك فيه».[116]
- أستراخان (الحاج طارهان), روسيا [117]
- سراي (مدينة) (al-Sarā), روسيا [118]
- ساراي جوك (Sarāchūq), كازاخستان[119]
- كهنه غرغانج (خوارزم), تركمانستان[120]
- بخارى، أوزبكستان[121]
- قرشي (Nakhshab), أوزبكستان[122]
- سمرقند، أوزبكستان[123]
- ترمذ، أوزبكستان[124]
- بلخ، أفغانستان[125]
- هراة (هرات)، أفغانستان[126] «مشكوك فيه».[127][128]
- تربت جام (الجام), إيران[129] «مشكوك فيه».[127][128]
- طوس، إيران[130] «مشكوك فيه».[127][128]
- نيسابور، إيران[131] «مشكوك فيه».[127][128]
- بسطام، إيران[132] «مشكوك فيه».[127][128]
- قندوز، أفغانستان[132]
- غزنة، أفغانستان[133]
- كابل (مدينة)، أفغانستان[134]

### جنوب آسيا
- أوتش (Ūja)، باكستان[135]
- ملتان (Multān)، باكستان[135]
- Abohar (Abūhar)، الهند[136]
- باكبتان (Ajudahan)، باكستان[137]
- Sirsa (Sarasatī), الهند[138]
- هانسي (Ḥānsī)، الهند[138]
- دلهي، الهند[139]
- عليكره (Kuwil)، الهند[140]
- قنوج، الهند[141]
- قاليور (Guyālyur)، الهند[142]
- اوجاين، الهند[143]
- Daulatabad (Dawlat Ābād)، الهند[143]
- خمبهات أو Cambay (Kinbāya), الهند[144]
- Gandhar (Qandahār)، الهند[145] 21°53′13″N 72°39′29″E / 21.887°N 72.658°E
- Honnavar (Hinawr)، الهند[146]
- كاليكوت، الهند[147]
- كولام، الهند[148]
- ماليه (محل)، جزر المالديف [149]
- بوتالام (Baṭṭāla), سري لانكا[150]
- جبل الرحون (سرنديب)، سري لانكا[151]
- دوندرا (Dīnawar), سري لانكا[152]
- شيتاغونغ، بنغلاديش أو ربما سبتاغرام، الهند (Sudkāwān)[153] تحديد Sudkāwān غير مؤكد.[154]
- سونارغون، بنغلاديش[155]

### الصين
- تشوانتشو (Zaitūn), الصين[156]
- غوانزو أو كانتون (Ṣīn al-Ṣīn), الصين[157]
- فوزهو? (Qanjanfū), الصين[158] غير مؤكد.[159]
- هانغتشو (al-Khansā), الصين[160] «مشكوك فيه».[161]
- بكين (Khān Bāliq), الصين[162] «مشكوك فيه».[163]

### جنوب شرق آسيا
- سلطنة ساموديرا باساي (سونطرة)، شمال سونطرة، اندونيسيا[164] الموقع بالتحديد غير مؤكد.[165]

### الأندلس
- جبل طارق (جبل النصر)، المملكة المتحدة[12]
- رندة، إسبانيا[166]
- ماربيا، إسبانيا[166]
- مالقة، إسبانيا[167]
- غرناطة، إسبانيا[168]

### مملكة ماليوغرب أفريقيا
- تغازى (Taghāzā), مالي[14]
- ولاتة (Īwālātan), موريتاني[169]
- تمبكتو، مالي[170]
- جاو (Kaukau), مالي[171]
- Takedda (Takaddā), النيجر[172]
- توات، الجزائر[173]